# Wümmewiesen bei Fischerhude
Wümmewiesen bei Fischerhude este o arie protejată (arie de protecție specială avifaunistică — SPA) din Germania întinsă pe o suprafață de 1.688 ha, integral pe uscat.

## Localizare
Centrul sitului Wümmewiesen bei Fischerhude este situat la coordonatele 53°06′29″N 9°00′09″E / 53.1081°N 9.0025°E.

## Înființare
Situl Wümmewiesen bei Fischerhude a fost declarat arie de protecție specială avifaunistică în iunie 2001 pentru a proteja 35 de specii de animale.

## Biodiversitate
Situată în ecoregiunea atlantică, aria protejată nu include niciun habitat protejat.
La baza desemnării sitului se află mai multe specii protejate de  păsări (35): lăcar-de-rogoz (Acrocephalus schoenobaenus), rață sulițar (Anas acuta), rață lingurar (Anas clypeata), rață mică (Anas crecca crecca), rață fluierătoare (Anas penelope), Anas platyrhynchos platyrhynchos, rață cârâitoare (Anas querquedula), Anas strepera strepera, ciuf de câmp (Asio flammeus), rață-cu-cap-castaniu (Aythya ferina), rața moțată (Aythya fuligula), barză albă (Ciconia ciconia ciconia), erete de stuf (Circus aeruginosus), erete vânăt (Circus cyaneus), erete cenușiu (Circus pygargus), prepeliță (Coturnix coturnix), cristeiul de câmp (Crex crex), Cygnus columbianus bewickii, lebădă de iarnă (Cygnus cygnus), lebădă de vară (Cygnus olor), becațină comună (Gallinago gallinago), scoicar (Haematopus ostralegus), pescăruș sur (Larus canus), pescăruș râzător (Larus ridibundus), Limosa limosa limosa, Mergus merganser merganser, gaia roșie (Milvus milvus), Numenius arquata arquata, grangur (Oriolus oriolus), codroșul de pădure (Phoenicurus phoenicurus), cresteț pestriț (Porzana porzana), mărăcinar (Saxicola rubetra), mărăcinar negru (Saxicola torquatus), fluierarul cu picioare roșii (Tringa totanus), nagâț (Vanellus vanellus).